# Pennello da barba

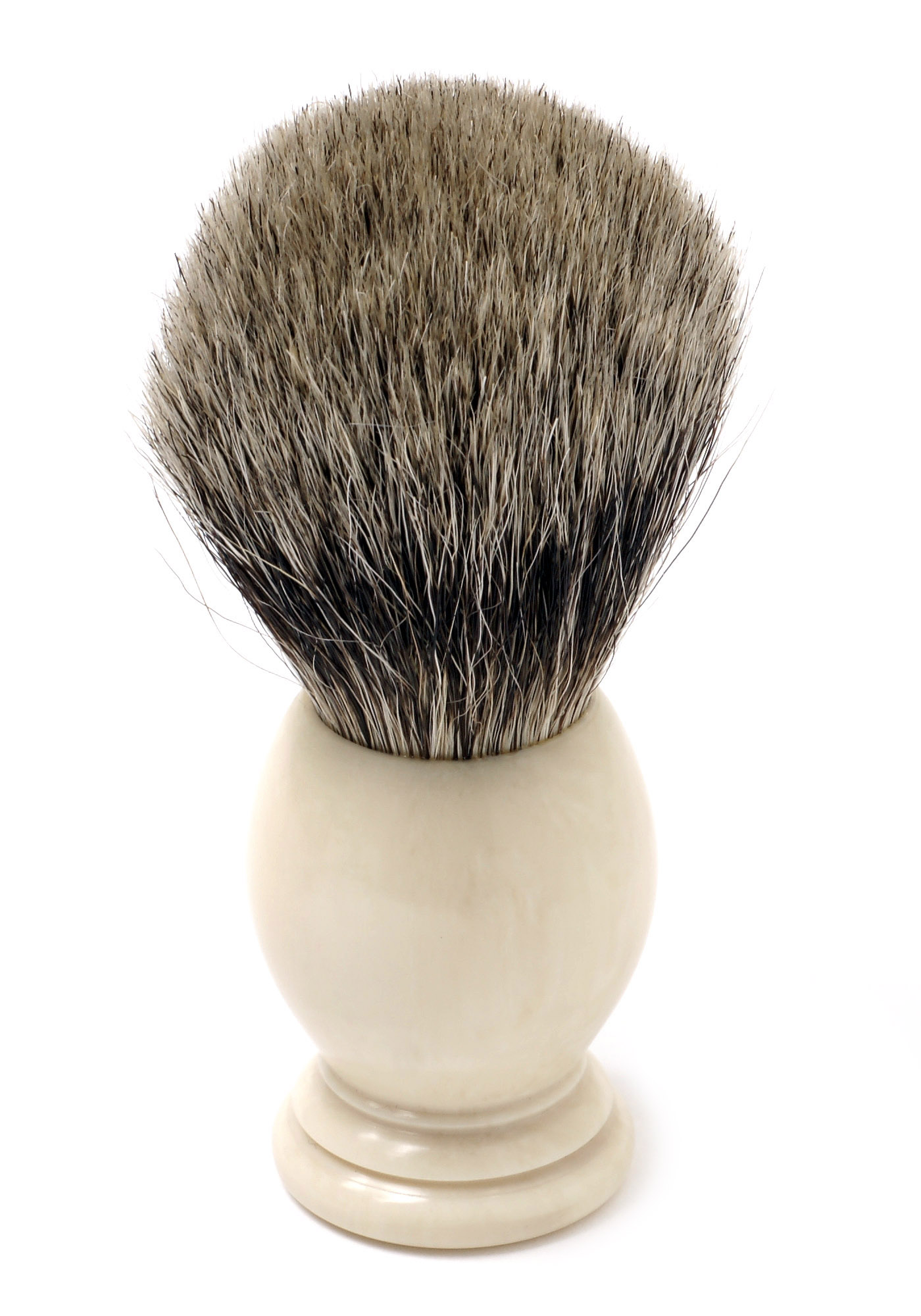
Pennello da barba per montare la crema da barba

Il pennello da barba è un particolare tipo di pennello utilizzato
per montare il sapone o la crema da barba al fine di ottenere una schiuma che favorisca la rasatura.

## Aspetto e dimensioni
I pennelli da barba si utilizzano con movimenti prevalentemente circolari senza un verso specifico. Di conseguenza il ciuffo di setole che li compone è a sezione circolare e spesso viene tosato di modo da avere una cima rotondeggiante. Il pennello deve essere in grado di trattenere un adeguato quantitativo di acqua per permettere di ottenere la sufficiente quantità di schiuma con cui ricoprire il volto o comunque la parte di pelle da radere; per questo motivo le dimensioni dei pennelli da barba sono generose con un
diametro alla base del ciuffo di setole di 2–4 cm e una lunghezza delle stesse sui 6–8 cm. I pennelli da barba da viaggio possono però avere dimensioni minori al fine di agevolare il loro trasporto nei bagagli.
Il manico viene solitamente utilizzato con l'intero palmo della mano e per questo motivo è parimenti rotondeggiante e di lunghezza spesso minore a quella del ciuffo di setole. Se inizialmente il manico era fatto utilizzando materiali naturali come legno, osso o avorio attualmente i produttori preferiscono materiali più resistenti al periodico utilizzo con acqua come materiali plastici, nylon, vetro oppure metalli.

## Utilizzo

### Primo utilizzo
In occasione del primo utilizzo di un pennello da barba o qualora lo stesso sia da tempo inutilizzato, è consigliato lasciare in immersione il pennello alcune ore in acqua per permettere alle setole di idratarsi diventando più flessibili e al nodo che le unisce di serrarsi prevenendo o comunque riducendo la perdita di peli. Con alcuni tipi di setole questa immersione favorisce anche la riduzione del cattivo odore che alcuni pennelli in setole naturali possono presentare durante i primi utilizzi.

### Montaggio della crema o del sapone
La schiuma può essere creata con il pennello direttamente sul volto oppure con l'ausilio di una ciotola da barba o comunque di un recipiente simile come, ad esempio, una scodella. In entrambi i casi il pennello va abbondantemente bagnato con acqua molto calda e sgocciolato senza strizzarlo di modo da fargli trattenere più acqua possibile.
La preparazione direttamente sul viso della schiuma prevede di bagnare il volto con acqua e quindi porre sul pennello la crema o il sapone da barba. Il pennello va quindi mosso sul viso con rapidi movimenti circolari inizialmente delicati e successivamente premendo maggiormente al fine di ottenere l'adeguato quantitativo di schiuma. Nel caso di utilizzo di una crema da barba questa tecnica non pone particolari problemi in quanto le creme hanno già la consistenza adeguata per essere facilmente messe sul pennello o sul viso e immediatamente montate. Viceversa, i saponi da barba sono spesso poco applicabili direttamente sulla parte di cute da rasare e richiedono che il pennello bagnato venga passato ripetutamente sul sapone allo scopo di scioglierlo e raccoglierne una adeguata quantità. Esistono però saponi in stick specificatamente pensati per essere passati sul volto bagnato e quindi montati a schiuma con il pennello. Nel preparare la schiuma direttamente in viso si ha il vantaggio di massaggiare ripetutamente la parte di pelle da radere permettendo una più completa diffusione della schiuma; il massaggio stesso ammorbidisce cute e peli favorendo la rasatura. Di contro, nel caso di pelli sensibili, la preparazione diretta sulla pelle può in alcuni casi essere più irritante.

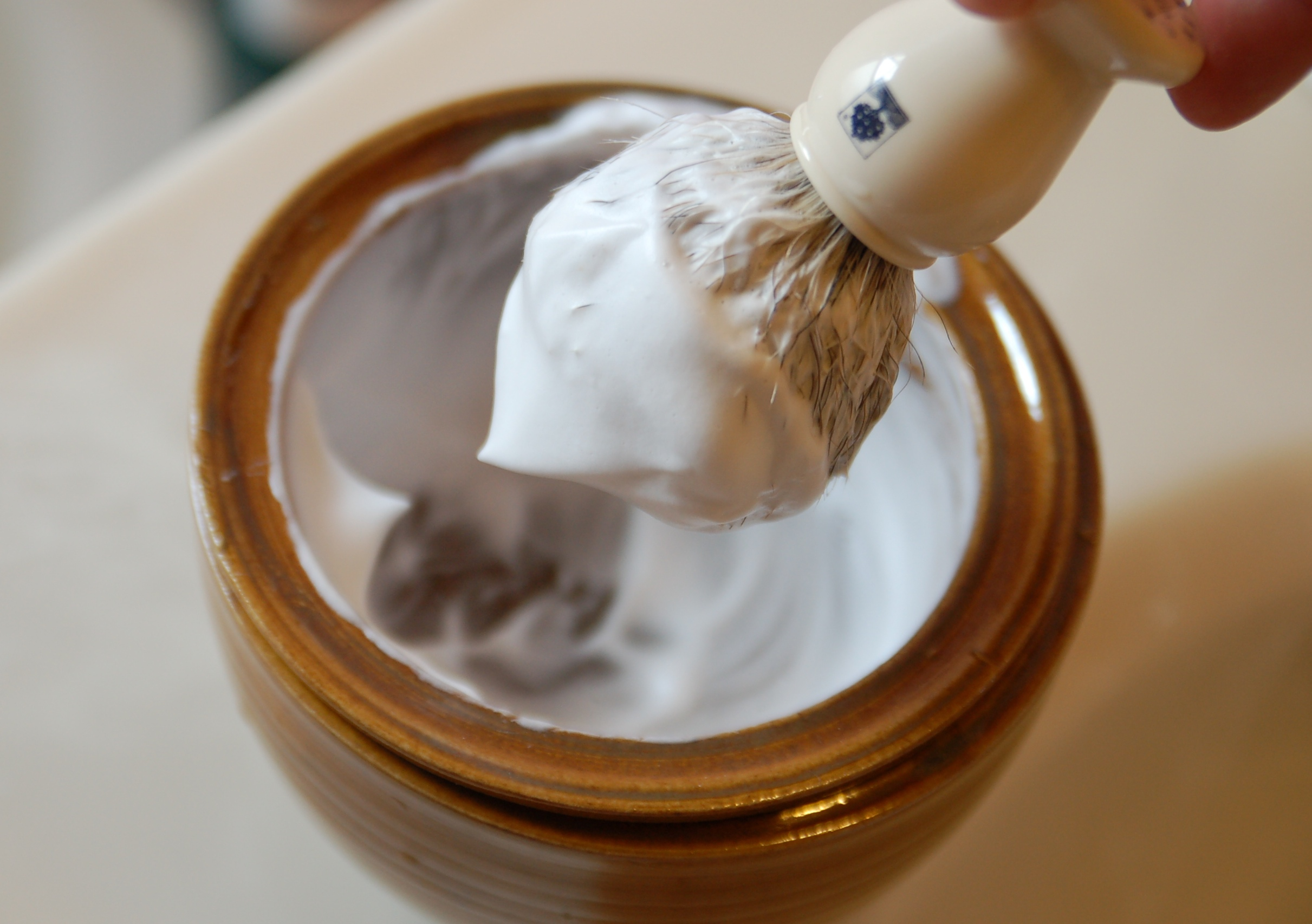
Schiuma ottenuta in ciotola

Nel caso della preparazione in ciotola, la crema o il sapone vengono parimenti posti sul pennello bagnato o in una ciotola e quindi mediante rapidi movimenti circolari montati a schiuma. Il pennello viene quindi utilizzato per stendere la schiuma sulla parte di cute da radere mediante movimenti circolari. La preparazione in ciotola ha il vantaggio di permettere la facile aggiunta di acqua e quindi di ottenere una schiuma di maggiore qualità.
La scelta di una o dell'altra tecnica per ottenere la schiuma non è solamente individuale ma dipende anche dalla tipologia di sapone o crema da barba utilizzati; alcuni prodotti infatti portano a risultati qualitativamente differenti a seconda della tecnica utilizzata.
Dopo essere stato utilizzato, il pennello va accuratamente risciacquato dai residui di schiuma e asciugato per prevenire la formazione di calcare. Molti produttori suggeriscono di riporlo con il ciuffo di setole verso il basso e molti pennelli vengono commercializzati con uno specifico supporto per tale posizione.

### Manutenzione periodica
Se correttamente risciacquato e riposto in verticale con le setole rivolte verso il basso in modo che l'umidità residua non vada verso il manico (asciugarlo, se deve rimanere vari giorni inutilizzato) un pennello da barba può essere utilizzato per anni senza alcun tipo di cura periodica.
È comunque ragionevole lavare periodicamente i pennelli in setole naturali utilizzando gli stessi prodotti cosmetici pensati per i capelli. Viceversa risulta essere controverso il suggerimento di immersione in aceto diluito al fine di rimuovere eventuali tracce di calcare.

## Setole

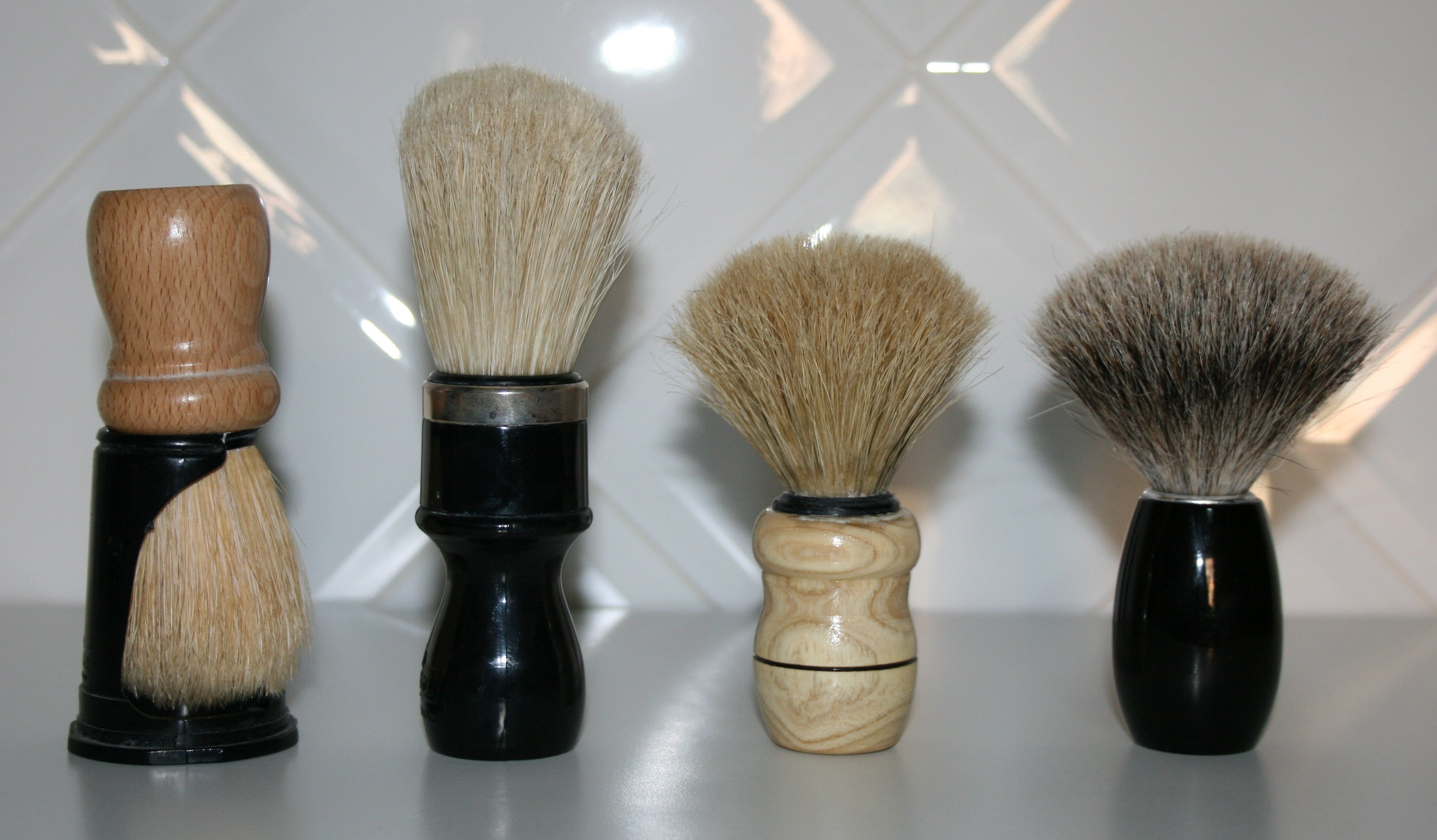
Pennelli prodotti con differenti tipi di setole, da sinistra: maiale (con supporto per asciugatura), maiale, cavallo e tasso

Il tipo di setole che compone il ciuffo di un pennello da barba deve poter trattenere un adeguato quantitativo d'acqua e deve essere sufficientemente morbido per non irritare il viso ma anche sufficientemente rigido per poter montare agevolmente a schiuma le creme e i saponi. Prevalentemente si utilizzano setole delle seguenti tipologie:
- tasso: è il tipo di setola naturale considerato il migliore per la produzione di pennelli da barba per la loro morbidezza. La qualità di questo tipo di setola dipende dalla parte dell'animale da cui proviene. Dato che il tasso è un animale protetto in molte zone dell'Europa la maggioranza delle setole di tasso utilizzate per i pennelli proviene dall'Asia ovvero dal tasso asiatico.
  - setole con la punta argentata (silvertip), provenienti esclusivamente dal collo: pregiate e costose, queste presentano caratteristicamente una colorazione chiara alla base, una scura nella parte centrale e bianca sulla punta, con la disposizione a cupola. Sulla pelle morbidissime, trattengono una grande quantità d'acqua, permettendo di montare la schiuma rapidamente.
  - setole super, provenienti dal dorso: simili al silvertip, con la differenza che il colore sulla punta tende al grigio.
  - setole best: il colore è più scuro rispetto alle tipologie precedenti.
  - setole pure: il colore varia dal nero al grigio scuro, hanno una densità inferiore rispetto alle tipologie precedenti, sono più rigide. Essendo più economiche sono il punto di partenza per chi intende utilizzare un pennello in tasso.
- Suino o cinghiale: molto più economico del precedente è anche un tipo di setola meno morbida e meno resistente. Si presta molto bene però per l'utilizzo con saponi da barba duri in quanto la maggior rigidità delle setole ne agevola lo scioglimento. In genere queste setole vengono sbiancate prima della produzione dei pennelli che si presentano quindi con un colore biondo ma esistono produttori che viceversa le colorano in maniera da richiamare le setole di tasso ovvero chiare alla base e in punta e scure in mezzo.
- Sintetica: è costituito da setole in nylon, le quali hanno una tendenza a ritornare alla posizione di partenza, risultando più rigide. Sul mercato si trovano sia di colore bianco che con decorazioni che ricordano il tasso. I pennelli con questa fibra sono pronti all'uso, ovvero non hanno bisogno di un certo periodo di rodaggio (le fibre naturali hanno bisogno di formare le doppie punte per aumentarne la morbidezza sulla pelle), e nemmeno di manutenzione ordinaria. Sono l'alternativa a chi non vuole utilizzare fibre provenienti da animali.
- cavallo: parimenti economico è molto utilizzato nei paesi islamici o in Israele in cui la religione considera le setole di suino un prodotto impuro. Il crine di cavallo è stato molto utilizzato anche negli Stati Uniti e in alcune zone dell'Europa fino all'inizio del 1900 ma a causa di infezioni da Antrace il loro utilizzo è stato abbandonato. La loro morbidezza è intermedia tra quelle del tasso e dei suini.

## Vantaggi nell'utilizzo del pennello da barba
L'utilizzo del pennello da barba ha alcuni vantaggi rispetto all'uso diretto delle bombolette di schiuma da barba o di gel spalmabili a mano.
Il passaggio ripetuto del pennello con la schiuma sulla pelle porta all'ammorbidimento dei peli e allo stesso tempo li solleva favorendo la rasatura. Questo effetto non si ottiene quando la schiuma viene spalmata con le mani. In questa maniera è possibile ottenere una rasatura profonda anche senza premere il rasoio sulla pelle. Per questo motivo il pennello è la scelta abituale da chi usa i rasoi a mano libera o i rasoi a lametta usa e getta che non devono essere premuti sulla pelle. Allo stesso tempo anche chi usa un multilama può ridurre la pressione del rasoio sulla pelle prevenendo irritazioni e tagli.
Un altro effetto positivo, dato che i saponi da barba sono quasi sempre basici, è l'esfoliazione della cute che è simile a quella ottenibile con un prodotto pre-barba.

## Produttori
Tra i marchi più importanti: Plisson, Vulfix, Simpson, Omega, Mondial, Kent, Semogue, Thäter, Shavemac, Rooney, Vie-Long, Zenith, Atto Primo.